# Højby Sogn (Odense Kommune)

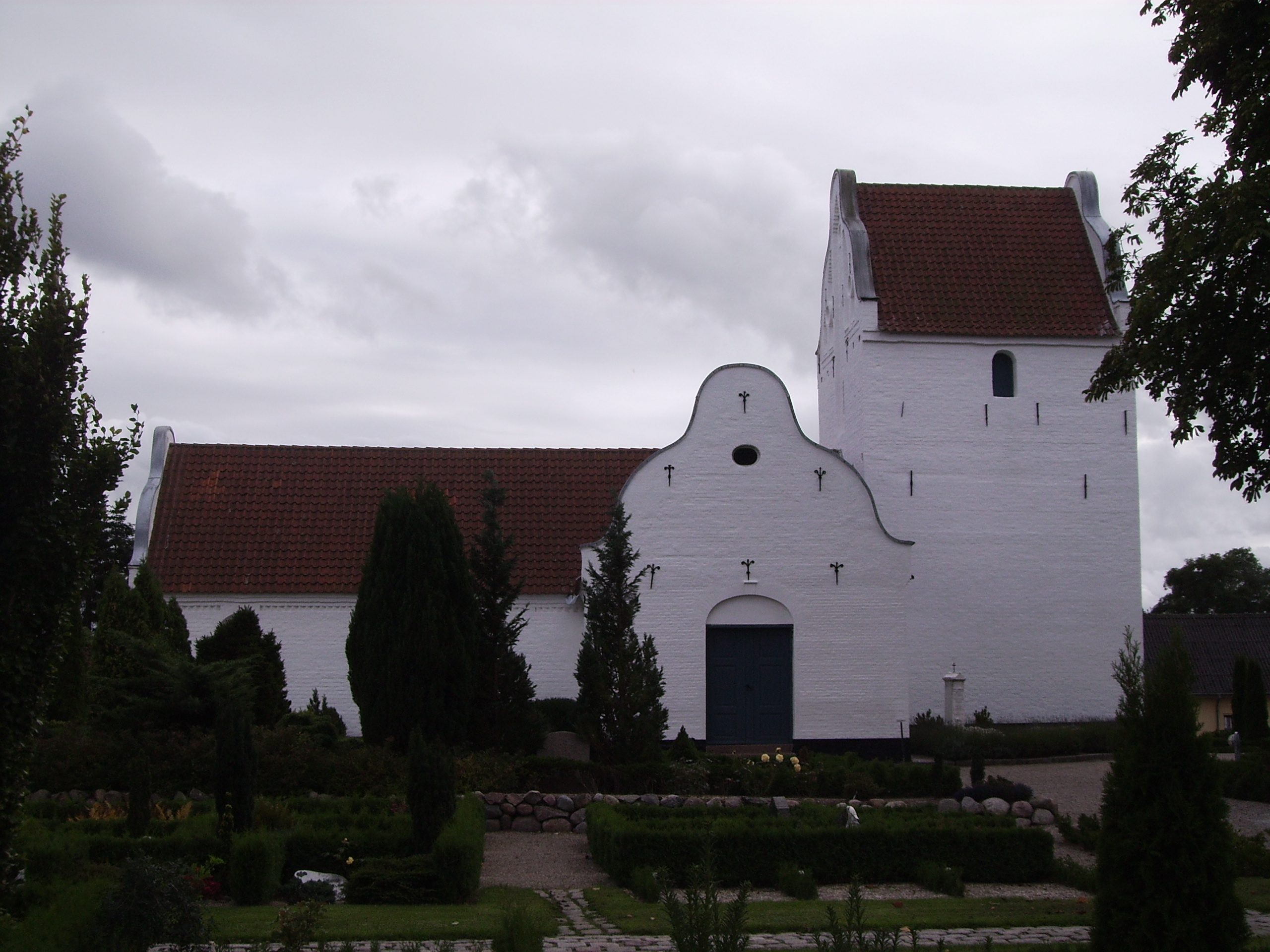
Højby Kirke

Højby Sogn ist eine Kirchspielsgemeinde (dän.: Sogn) auf der Insel Fyn (dt.: Fünen) im südlichen Dänemark. Bis 1970 gehörte sie zur Harde Åsum Herred im damaligen Odense Amt, danach zur Odense Kommune im Fyns Amt, die im Zuge der  Kommunalreform zum 1. Januar 2007 Teil der Region Syddanmark geworden ist.
Von den 182.387 Einwohnern von Odense leben 4883 im Kirchspiel Højby (Stand: 1. Januar 2023). Im Kirchspiel liegt die Kirche „Højby Kirke“.
Nachbargemeinden sind im Nordwesten Stenløse Sogn, im Norden Hjallese Sogn und Tornbjerg Sogn sowie im Osten Allerup Sogn, ferner in der südlich angrenzenden Faaborg-Midtfyn Kommune im Südosten Sønder Nærå Sogn, im Süden Årslev Sogn und im Südwesten Nørre Lyndelse Sogn.